# Songjung-dong
Songjung-dong (koreanska: 송중동)  är en stadsdel i huvudstaden Seoul i Sydkorea.  Den ligger i stadsdistriktet Gangbuk-gu. 